# Svetlana Moritz Miladić
Svetlana Moritz Miladić (Bačka Palanka, 1970) srpska je slikarka u oblasti naivne umetnosti.

## Biografija
Rođena 11. februara 1970. u Bačkoj Palanci, gde je završila osnovnu školu i Gimnaziju. Po struci je dizajner kožne galanterije. Slikarstvom se bavi od sredine 90-tih godina 20. veka. Pravac koji neguje je Naivna umetnost u tehnikama ulje na platnu, akrilik i akvarel, sa jedinstvenim i prepoznatljivim stilom. Univerzalni motiv njenih slika su ovčice u raznim situacijama kao i živopisan kolorit.
Učesnik je mnogih likovnih bijenala, likovnih salona, kolonija, simpozijuma i izložbi. Imala više od sto kolektivnih i zajedničkih izložbi, a samo jednu samostalnu sa slikarom i ikonopiscem Žarkom Đukićem u rodnom gradu 2019- godine u Galeriji kulturnog centra, pod nazivom „Tako beše, tako volem”.
Njene slike se nalaze u zbirkama svetske naive: Muzej naive u bugarskom gradu Belogradčiku, Galeriji Art40 u Bratislavi, Galeriji naive u GLS Trebnje, Slovenija, Galeriji naive UG „Naiva Art kult” u Kovačici.
Živi i stvara u Bačkoj Palanci.

## Bijenala
- I Bijenale Naivne umetnosti Sofija
- II Bijenale Naivne umetnosti, Sofija

## Saloni naivne umetnosti
- Art 40, Bratislava, 2020.
- Art 40, Bratislava, 2021.
- Sofija 2022.[3]
- Sofija 2023.
- Sofija 2024.

## Međunarodne izložbe naivne umetnosti
- Veliko Trnovo, Bugarska 2022.
- Varna, 2023.
- , Plovdiv, 2024.
- 40, Bratislava, 2024.
- 54. i 55. Međunarodni kamp samoukih slikara, po konkursu Galerija likovnih samorastnikov Trebnje 2021. i 2022.

## Međunarodni likovni simpozijumi
- e 2024,
- 2024, Albanija
- 2024, Fier
- 2024, Albanija

## Saloni likovne umetnosti
- Novogodišnji likovni salon Sremski Karlovci, Srbija 2019—2024.
- Grupna izložba „Stvor je stvoren da stvara”, Galerija U10 Beograd, u okviru internacionalnog projekta kulture „Nemoguće da je nemoguće’ pod pokroviteljstvom Geteovog instituta 2023.

## Likovne kolonije
- Likovna kolonija parohijske crkve Draginac, 2013, 2014. i 2016.
- Jugoslovenska likovna kolonija „17 vodenica „Narodna biblioteka „Branko Miljković”, Donji Dušnik 2015—2022.
- Likovna kolonija UG „Krila anđela”, Novi Kozarci, 2015—2024.
- Humanitarna likovna kolonija Borovo selo, 2015, 2020, 2021, 2022, 2023.
- Međunarodna humanitatna likovna kolonija „Život je umetnost”, Novi Kneževac, 2016—2024.[4]
- Likovna kolonija kulturnata kašta Star Bišnov, Dudesti Vecci, Rumunija 2016, 2023.
- Likovna kolonija „Obojeni tonovi” Palić, 2016—2024.
- Likovna kolonija Opština Vlasenica, 2017—2024.
- Međunarodna likovna kolonija „Đorđe Vajfert ostavština za budućnost” Kostolac, 2017.[5]
- Likovna kolonija studentski dom „Spasić Mašera” Kotor, 2018, 2019, 2023.
- Međunarodni plener, Muzej Naivne umetnosti, Belogradčik 2019.
- Likovna kolonija Galerija Belčišta, Debrca, 2019.
- Međunarodna likovna kolonija Turistički savez Bijeljina, Bijeljina, 2019, 2020, 2021.
- Likovna kolonija Srpsko kulturno društvo „Prosvjeta” Vukovar, 2019.
- Likovna kolonija NUBl „Šibovi” Banja Luka, 2021.
- Likovna kolonija HKC „Napredak” Kiseljak, 2021.
- Likovna kolonija UG „Vitor” Palić, 2022.
- Međunarodni plener Kula, Bugarska 2022.
- 59. likovna kolonija KC „Anton Panov” Strumica, 2022.
- Međunarodna likovna kolonija Banja Dvorovi, 2022—2024.
- Likovna kolonija Kupinovo, 2023.
- Ekološka likovna kolonija „Bardača” Srbac, 2023, 2024.
- Likovna kolonija u organizaciji Nacionalnog saveza osoba sa invaliditetom Severne Makedonije, Ohrid, 2023.
- Međunarodni plener Bjala Slatina, 2024.
- Likovna kolonija Srpskog kulturnog i prosvjetnog društva „Prosvjeta” Kistanje, 2024.
- Likovna kolonija Centar za kulturu Rudo, 2024.
- Likovna kolonija „Crna Gora u očima Vojvođanskih slikara” Kula, Srbija, 2024.[6]

## Nagrade i priznanja
Dobitnica je značajnih međunarodnih i domaćih priznanja za slikarstvo. 
- Story award 2020 za sliku „U ranu zoru” na međunarodnom salonu naive, Bratislava, 2020.
- Nagrada prijatelja GLS Trebnje, Slovenija, za sliku „Idemo na more”, 2022.
- Specijalno priznanje žirija GLS Trebnje, za sliku „Idemo na more”, 2022.
- I nagrada za naivno slikarstvo na novogodišnjem likovnom salonu, Sremski Karlovci, 2020.
- II nagrada za slikarstvo na novogodišnjem likovnom salonu Sremski Karlovci, 2024.

## Galerija
- Jutarnja šetnja, ulje na platnu, 50x40cm, 2019.
- Posle kiše, diptih, ulje na platnu, 100x60cm, 2024.
- Put na more, ulje na platnu, 60x50cm, 2022.
- Festival, ulje na platnu, 50x60cm, 2021.
- Na stazama mlečnog puta, ulje na platnu, 40x50cm, 2023.
- Odlazak na selo, ulje na platnu, 40x50cm, 2023.
- Tobagan, ulje na platnu, 40x50cm, 2024.
- Sjajna mesečina, akvarel na papiru, 38x27cm, 2024.
- Vreme čuda, ulje na platnu, 70x80cm, 2024.

## Spoljašnje veze
- „Biografija Svetlana Moritz Miladić”. Serbiana art. Приступљено 16. 12. 2024.